# Baltic Chain Tour
Il Baltic Chain Tour è una corsa a tappe maschile di ciclismo su strada, che si svolge dal 2011 nella regione baltica, fra Estonia, Lettonia, Lituania, Finlandia.

## Albo d'oro
Aggiornato all'edizione 2023.
| Anno | Vincitore            | Secondo              | Terzo                |
| ---- | -------------------- | -------------------- | -------------------- |
| 2011 | Erki Pütsep          | Igor' Boev           | Ivo Suur             |
| 2012 | Gediminas Bagdonas   | Viktor Shmalko       | Ian Wilkinson        |
| 2013 | Philipp Walsleben    | Ivan Savickij        | Žydrūnas Savickas    |
| 2014 | Mathieu van der Poel | Clemens Fankhauser   | Mykhailo Kononenko   |
| 2015 | Andriy Kulyk         | Matti Manninen       | Gustav Höög          |
| 2016 | Māris Bogdanovičs    | Andriy Vasylyuk      | Silver Mäoma         |
| 2017 | Herman Dahl          | Māris Bogdanovičs    | Benjamin Perry       |
| 2018 | Emīls Liepiņš        | Ramūnas Navardauskas | Gert Jõeäär          |
| 2019 | non disputata        | non disputata        | non disputata        |
| 2020 | Gert Jõeäär          | Alo Jakin            | Rait Ärm             |
| 2021 | Lawrence Pithie      | Karl Patrick Lauk    | Antti-Jussi Juntunen |
| 2022 | Rait Ärm             | Martin Laas          | Miká Heming          |
| 2023 | Rait Ärm             | Henri Uhlig          | Filippo Fortin       |
| 2024 | annullata            | annullata            | annullata            |

## Statistiche

### Vittorie per nazione
| Pos. | Nazione       | Vittorie |
| ---- | ------------- | -------- |
| 1    | Estonia       | 4        |
| 2    | Lettonia      | 2        |
| 3    | Germania      | 1        |
| 3    | Lituania      | 1        |
| 3    | Norvegia      | 1        |
| 3    | Nuova Zelanda | 1        |
| 3    | Paesi Bassi   | 1        |
| 3    | Ucraina       | 1        |